# Ратлам (княжество)

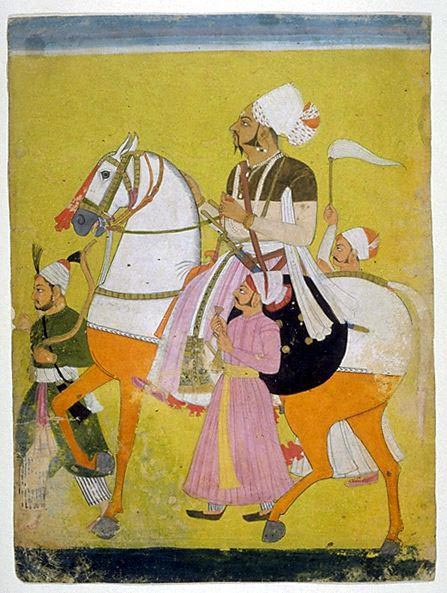
Картина Падама Сингха, Раджи Ратлама (1773—1800)

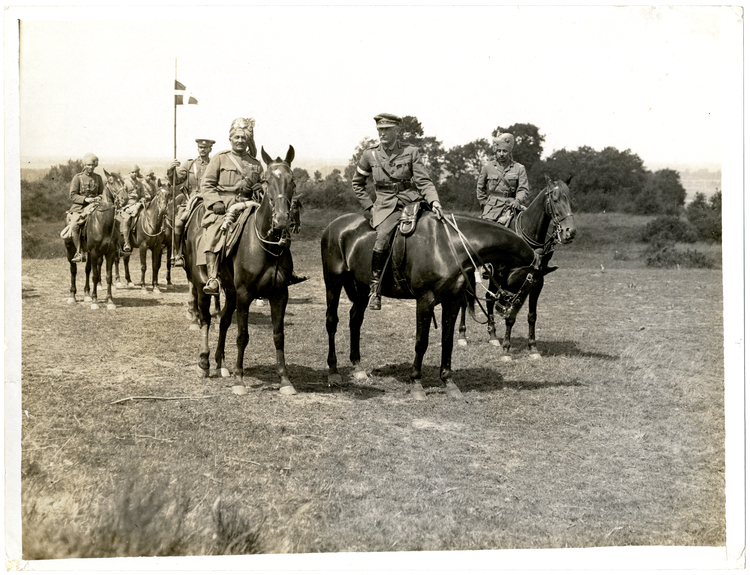
Саджан Сингх, Махараджа Ратлама, едит верхом с генерал-лейтенантом Майклом Римингтоном и сэром Партабом Сингхом, махараджей Идара. Лингем, Франция, 28 Июля 1915 года

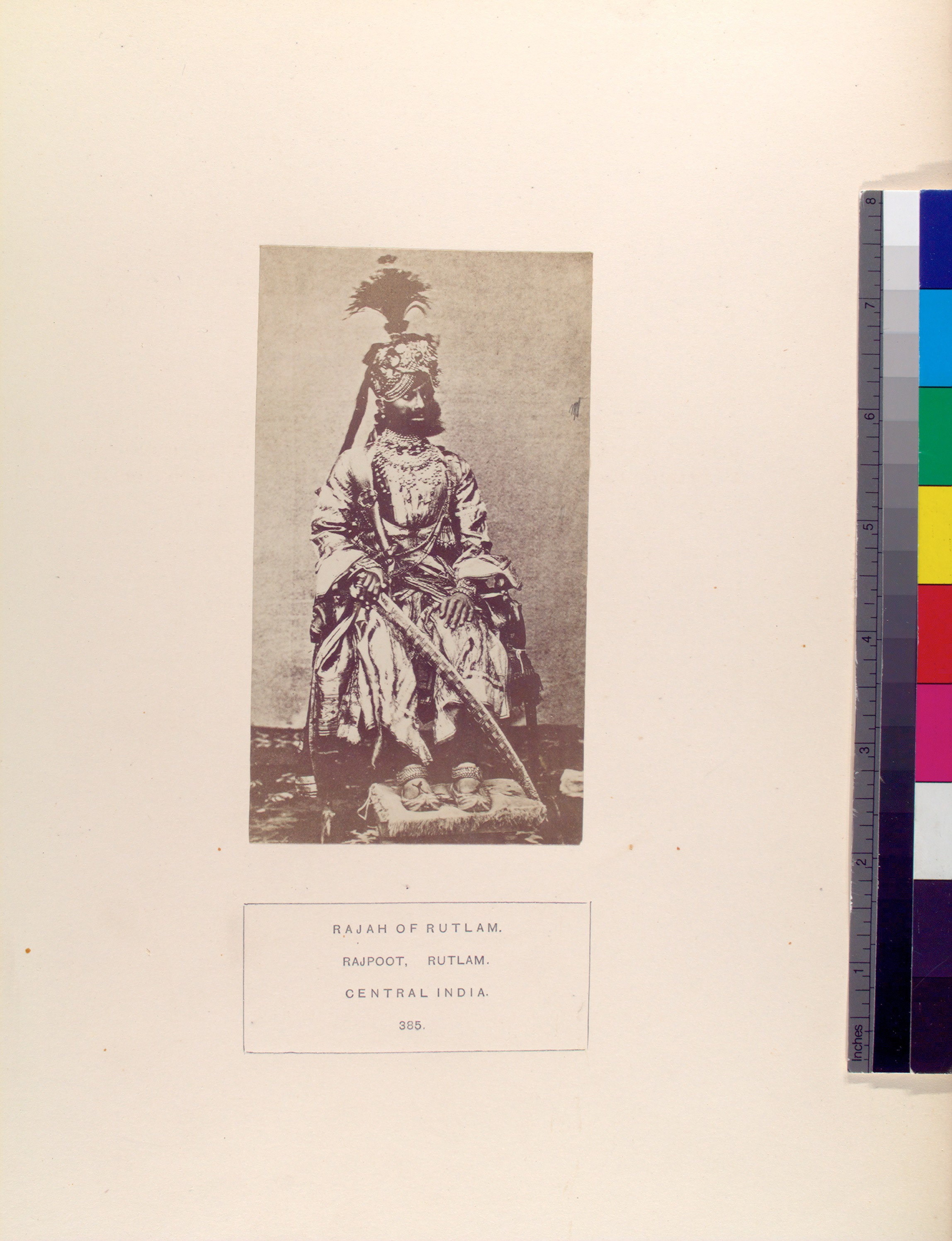
Раджа Бхайрон Сингх (1839—1864)

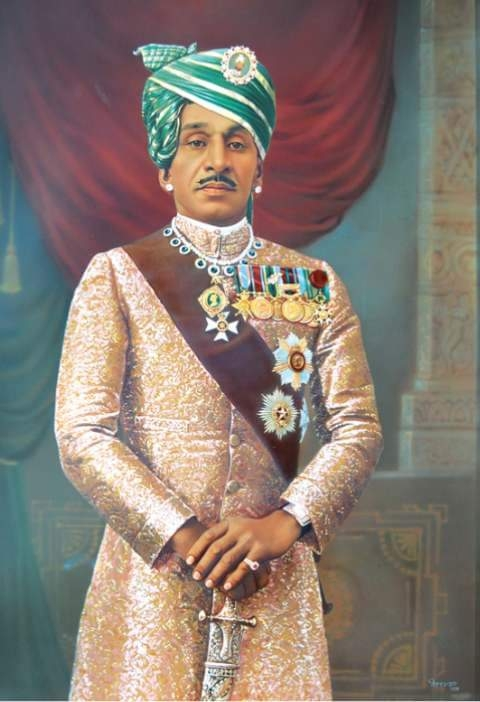
Санджан Сингх (1880—1947), махараджа Ратлама (1921—1947)

Княжество Ратлам (хинди रतलाम रियासत) — туземное княжество Британской Индии (имело право на 13-пушечный салют). Входило в состава Агентства Малва Центральной Индии во время британского владычества.
Столицей княжества был город Ратлам в современном штате Мадхья-Прадеш. Государство Ратлам первоначально было процветающим княжеством, его парганы включали Дхарад (Ратлам), Раоти, Дхамнод, Баднавар, Дагпарава, Алот, Титрод, Котри, Гадгуча, Агар, Нахаргарх, Канар, Бхилара и Рамгария, в XV веке приносящие доход в размере 53 000 рупий. Махараджа Ратан Сингх Ратхор из Ратлама поддерживал наследного принца Дару Шукоха во время войны за престолонаследие в Империи Великих Моголов. Однако Дара Шукох проиграл, а Ратан Сингх был убит в бою. Новый могольский падишах Аурангзеб аннексировал Ратлам и сильно сократил княжество. Государство Ратлам также потеряло землю в пользу маратхского клана Шинде из Гвалиора. Во время британского правления в 1901 году княжество Ратлам имело площадь 1795 км² и предполагаемый доход в размере 500 000 рупий.

## История
Правителями Ратлама первоначально были князья и джагирдары (дворяне) Марвара. Далпат Сингх, который был 4-м сыном Раджи Удаи Сингха из Марвара, получил джагиры Балахеды, Писангана и Кхервы. Далпат Сингх, сын Махешдаса Ратхора, был пожалован джагиром Джалора могольским императором Шах-Джаханом за успешную кампанию против пуштунских племен Афганистана. Сын Махешдаса Ратхора Ратан Сингх продолжил службу в могольской армии в Афганистане. Он дал отпор среднеазиатским мародерам и выступил против персидских Сефевидов вместе с могольским принцем Дарой Шукохом.
Шах-Джахан сделал Ратан Сингха махараджей Дхарада за его храбрость, проявленную против персов в Хорасане и узбеков в Кандагаре. Ратан Сингх также проявил свою храбрость, убив любимого слона императора. Императорский слон растоптал нескольких мирных жителей в Агре, и никто не мог остановить его ярость, но Ратан Сингх быстро вскарабкался на слона и убил его, проткнув шею катаром. Шах-Джахан был настолько впечатлен героизмом, проявленным Ратаном Сингхом, что дал ему парганы Дхарада, Раоти, Дхамнода, Баднавара, Дагпаравы, Алота, Титрода, Котри, Гадгучи, агара, Нахаргара, Канара, Бхилары и Рамгарии. Таким образом, Махараджа Ратан Сингх основал княжество Дхарад в 1652 году (предшественник государства Ратлам). Ратан Сингх получил титулы Махараджадхираджа, Шри Хузура и Махараджи Бахадура от императора Великих Моголов Шах-Джахана. Кроме того, он был украшен знаками чаур (хвост яка), морчал (павлиньи перья), сурадж мукхи (веера с изображением солнца и луны) и махи-маратиб (знак рыбы). Ратан Сингх был убит в бою во время борьбы с предателем сыном Шах-Джахана Аурангзебом в Дхарматпуре, его жена Махарани Сукхропде Канвар Шехават Джи Сахиба совершила сати в 1658 году. Сыновья Ратана Сингха правили в разных областях региона Малва. Раджи княжеств Ратлам, Саилана и Ситамау были потомками Ратана Сингха.
Первоначально Ратлам подвергался нападениям со стороны княжества Гвалиор, но 5 января 1819 года он стал британским протекторатом, после чего было заключено соглашение, по которому Синдхия обязалась никогда не посылать никаких войск на княжество Ратлам не вмешиваться во внутреннюю политику княжества в обмен на ежегодную дань. Дань в размере 42 700 рупий была впоследствии выплачена британскому правительству. В 1861 году дань была назначена британскому правительству частично в качестве оплаты контингента Гвалиора.
Во время британского правления княжество Ратлам имело площадь 1795 км2, которая была тесно переплетена с территорией княжеского государства Саилана. В 1901 году население княжества составляло 83 773 человека, а в городе Ратлам — 36 321 человек. По оценкам, доход государства составлял 5 00 000 рупий. Город был узловым пунктом на железной дороге Раджпутана-Малва и важным торговым центром, особенно по торговле опиумом.
Последний правитель княжества Локендра Сингх подписал акт о присоединении к Индийскому союзу 15 июня 1948 года.

## Правители
Правителями княжества была раджпутская династия Ратхор, которая была тесно связана с правящими семьями в княжествах Саилана, Ситамау, Качхи Барода и Мултан.

#### Махараджи
| Годы правления | Махараджи Ратлама       | Примечания |
| -------------- | ----------------------- | --- |
| 1652-1658      | Ратан Сингх (1618—1658) | Сын Махешдаса Ратхора, представитель младшей линии правящей династии Ратхор в Джодхпуре. Храбрый в юности, он завоевал внимание могольского императора Шах-Джахана, убив любимого слона императора, который бесновался в саду дворца Агры, сражался за императора против персов в Кабуле и Кандагаре. В 1652 году могольский император Шах-Джахан пожаловал Ратану Сингху феод Ратлам и ряд других областей, и он стал первым раджой Ратлама. В 1658 году ложная информация о смерти императора Шах-Джахана привела к ожесточенной борьбе за престолонаследие среди его сыновей. Дара Шукох, старший сын и наследник Шах-Джахана, отправил объединенную армию раджпутов и мусульман под командованием махараджи Джасванта Сингха из Джодхпура против своего младшего брата Аурангзеба. Махараджу, как главу клана Ратхор, убедили передать командование имперской армией махарадже Ратану Сингху. Отказ от сотрудничества со стороны мусульманских командиров привел к тому, что армия понесла тяжелые потери в ожесточенной битве при Дхармате, а также к смерти Ратана Сингха (говорят, что он получил 80 ран от меча на своем теле). Он погиб в 1658 году в битве при Дхармате близ Уджайна. |

#### Раджи
| Годы правления                   | Раджи Ратлама                                   | Примечания |
| -------------------------------- | ----------------------------------------------- | --- |
| 1658-1682                        | Рам Сингх (? — 1682)                            | Старший сын махараджи Ратана Сингха. Наследовал после смерти отца 20 апреля 1658 года. Он потерял часть владений своего отца в результате конфискации их императором Аурангзебом в отместку за его попытки предотвратить захвата императорского торна последним. Погиб в битве при Даулатабаде в Декане в 1682 году. |
| 1682-1684                        | Шив Сингх (? — 1684)                            | Старший сын махараджи Рама Сингха. Наследовал после смерти своего отца в 1682 году. |
| 1684                             | Кешо Дас                                        | Младший сын Рама Сингха. После смерти своего старшего брата в 1684 году Кешо Дас стал раджой Ратлама. Низложенный имперскими властями за свою вину в смерти имперского сборщика налогов, он был послан в Ратлам, чтобы вернуть подушный налог, взимаемый с немусульман. Провел много лет в Дели, пытаясь завоевать свое право на трон Ратлама и в конце концов был пожалован парганам Титрода, Нахаргарха и Алота, равный по доходам княжества Ратлам. Основал свою столицу в Ситамау, а в 1695 году основал новое государство с таким названием. |
| 1684-1706                        | Чхатрасал (? — 1709)                            | Седьмой сын махараджи Ратана Сингха. Он имел могольский ранг 1 500 зат и 1 500 савар. Крупный полководец, который участвовал в войнах Империи Великих моголов против султанатов Биджапура и Голконды, в осадах Раджгара, Джинджи и Панхалы. Он был восстановлен на ратламском троне императором Аурангзебом из-за его храбрости, проявленной при осаде Панхалы, он получил 30 ранений мечом, и его старший сын также был убит. Княжество Ратлам делилось на три района (Ратлам, Раоти и Дхамнод), и Чхатрасал далее разделил княжество, дав равные доли всем своим сыновьям. Чхатрасал отказался от власти, покинул Ратлам и прожил оставшиеся годы в Уджайне. |
| 1709 — февраль 1716              | Кешри Сингх (? — 1716)                          | Второй сын Чхатрасала. Он был убит своим младшим братом Пратапом Сингхом из Раот и захватил княжеский престол. Ман Сингх, старший сын Кешри Сингха, находился в Дели, а его младший сын Джаи Сингх бежал и стал собирать силы против Пратапа Сингха. |
| февраль 1716—1716                | Пратап Сингх (? — 1716)                         | Младший сын Чхатласара. Он был убит своим племянником Джаи Сингхом в битве при Саогде. Джай Сингх остался верен своему старшему брату и обеспечил безопасность Ратлама до его возвращения. |
| 1716-1743                        | Ман Сингх (? — 1743)                            | Старший сын Кешри Сингха. Он разделил свое государство со своим младшим братом Джаем Сингхом, который стал первым раджой княжества Саилана |
| 1743-1773                        | Притхви Сингх (? — 1773)                        | Старший сын и преемник Ман Сингха |
| 1773-1800                        | Падам Сингх (? — 1800)                          | Второй сын предыдущего |
| 1800-1825                        | Парбат Сингх (? — 1825)                         | Старший сын предыдущего. Во время его правления Ратлам был захвачен махараджей Гвалиора. Он заключил договоры как с династией Скиндия, так и с британцами, чтобы защитить свое княжество. Гвалиору была обещана дань, а взамен династия Скиндия обещала не вмешиваться в дела Ратлама. |
| 1825 — 29 августа 1857           | Балвант Сингх (1814 — 29 августа 1857)          | Старший сын предыдущего |
| 1825 — ок.1832                   | Полковник Бортвик                               | Регент княжества |
| 29 августа 1857 — 27 января 1864 | Бхайрон Сингх (1839 — 27 января 1864)           | Приёмный сын и преемник Балванта Сингха |
| 27 января 1864 — 20 января 1893  | Ранджит Сингх (февраль 1860 — 20 января 1893)   | С 15 февраля 1887 года — сэр Ранджит Сингх Единственный сын предыдущего |
| 27 января 1893 — 15 декабря 1898 | Регентство                                      | Регентство до совершеннолетия Санджита Сингха. |
| 20 января 1893 — 1 января 1921   | Санджан Сингх (13 января 1880 — 3 февраля 1947) | Единственный сын предыдущего. Он был великим администратором и правителем. Он превратил княжество Ратлам в одно из ведущих княжеских государств Индии. Во время его правления ратламский орудийный салют был увеличен с 13 до 15 орудий. Его титул также был повышен с Раджи Бахадура до махараджи Бахадура за заслуги в Англо-афганской войне. |

#### Махараджи
| Годы правления                   | Махараджи Ратлама                                | Примечания                       |
| -------------------------------- | ------------------------------------------------ | -------------------------------- |
| 1 января 1921 — 3 февраля 1947   | Санджан Сингх (13 января 1880 — 3 февраля 1947)  | Единственный сын Ранджита Сингха |
| 3 февраля 1947 — 15 августа 1947 | Локендра Сингх (9 ноября 1927 — 15 августа 1991) | Старший сын предыдущего          |

#### Титулярные махараджи
| Годы правления                    | Титулярные махараджи Ратлама                     | Примечания                                   |
| --------------------------------- | ------------------------------------------------ | -------------------------------------------- |
| 15 августа 1947 — 15 августа 1991 | Локендра Сингх (9 ноября 1927 — 15 августа 1991) | Старший сын Санджана Сингха. Умер бездетным. |
| 15 августа 1991 — 20 января 2011  | Ранбир Сингх (2 октября 1932 — 20 января 2011)   | Младший брат предыдущего. Умер бездетным.    |